# Billy Gilman
William "Billy" Wendell Gilman III (Westerly, 25 mei 1988) is een Amerikaans zanger van countrymuziek. Hij brak op zijn 12e door met het nummer "One Voice", dat de 1e plaats haalde in de Billboard top 20 van countrynummers.

## Biografie
Gilman groeide op in Hope Valley bij zijn ouders en broer, Colin. Op z'n 3de kwam hij voor het eerst in aanraking met zingen. Zijn moeder had een documentaire opgenomen over dolfijnen en walvissen, met de gedachte dat haar zoon dat wel leuk zou vinden. Gilman had meer interesse in de achtergrondmuziek, en met name het lied Cleopatra, Queen of Denial van Pam Tillis. Op z'n 5de was Gilmans liefde voor muziek zo gegroeid dat hij van zijn ouders een karaokemachine kreeg.
Op zijn achtste leerde Gilman Angela Bacari kennen, die zijn manager werd. Na een aantal audities leerde Gilman Ray Benson kennen. Ray zorgde ervoor dat Gilman een demo mocht opnemen in Austin, Texas. Hij liet Gilman ook de wereld van muziek in Nashville zien. Gilman was ook te zien in een aantal shows van Ray Benson.
Gilman bracht zijn debuutalbum uit midden 2000. Het album werd een hit en won twee keer Multi-Platina van de Recording Industry Association of America. In januari 2001 werd Gilman verkozen tot favoriete nieuwe countryartiest tijdens de American Music Awards. Daarmee was hij de jongste winnaar ooit van deze prijs. Tevens kreeg hij vermelding in het Guinness Book of World Records als jongste zanger ooit die de eerste plaats in de Bilboard Top Country Albums haalde.
Gilman bracht in 2000 ook een kerstalbum uit. In 2001 verscheen zijn derde album.
Omdat hij op zijn 14e in de puberteit kwam en zijn stem begon te veranderen, trok hij zich tijdelijk terug als zanger - dat werd hem door de dokter geadviseerd omdat hij anders zijn stem voorgoed zou kunnen beschadigen.
Na 4 jaar, in 2005, begon hij weer met zingen.

## Discografie

### Studioalbums
- One Voice (2000)
- Dare to Dream (2001)
- Everything and More (2005)
- Billy Gilman (2006)

### Compilatiealbums
- Classic Christmas (2000)
- Music Through Heartsongs: Songs Based on the Poems of Mattie J.T. Stepanek (2003)

### Singles
- One Voice (2000)
- There's a Hero (2001)
- She's My Girl (2001)
- Elisabeth (2001)
- Hey, Little Suzie (2005)
- Gonna Find Love (2006)
- Southern Star (2006)
- Crying (2007)
- When You Come Home (2008)